# Conquête almohade d'Évora
 (avril 2025).
Motif : En attendant des sources secondaires centrées.
- Archive Wikiwix
- Bing
- Cairn
- DuckDuckGo
- E. Universalis
- Gallica
- Google
- G. Books
- G. News
- G. Scholar
- Persée
- Qwant
- (zh) Baidu
- (ru) Yandex
- (wd) trouver des œuvres sur Wikidata

| 1. | Préciser le motif de la pose du bandeau. | Précisez le motif de la pose du bandeau en utilisant la syntaxe suivante : {{admissibilité à vérifier\|date=avril 2025\|motif=remplacez ce texte par le motif}}                                |
| 2. | Informer les utilisateurs concernés.     | Pensez à avertir le créateur de l'article, par exemple, en insérant le code ci-dessous sur sa page de discussion : {{subst:avertissement admissibilité à vérifier\|Conquête almohade d'Évora}} |

La conquête d'Évora en 1191 fut un événement pendant la campagne almohade contre le Royaume de Portugal. Dirigée par le calife Abu Yusuf Yaqub al-Mansur, cette campagne permit aux Almohades de s'emparer de la ville d'Évora, dans le cadre d'une offensive plus vaste visant à reprendre les territoires portugais situés au sud du fleuve Tage.

## Contexte
En 1189, le roi Sanche Ier, soutenu par des croisés, prit la ville de Silves, un centre stratégique de la région de l'Algarve. Cette victoire provoqua une réaction immédiate des Almohades, qui lancèrent une contre-offensive en 1190-1191 sous le commandement de Yaqub al-Mansur. Les forces almohades avaient pour objectif de reprendre les territoires portugais, engageant plusieurs batailles dans la région.,

## Conquête
En 1191, les forces almohades, sous la commande de Yaqub al-Mansur et de gouverneurs d'Al-Andalus, préparèrent une campagne militaire de grande envergure pour reprendre plusieurs villes clés contrôlées par les Portugais. Évora, un centre urbain d'importance stratégique, fut capturée par les Almohades au cours de cette offensive. Cette victoire symbolisait la résurgence des Almohades dans le sud du Portugal et démontrait leur puissance militaire face à l'expansionnisme portugais,,.

## Conséquences
Après la prise d'Évora, les Almohades poursuivirent leur avancée en reconquérant d'autres villes de la région, dont Beja. Cette campagne entraîna la perte de tous les territoires portugais situés au sud du Tage, modifiant considérablement l'équilibre des forces dans la région.
Les victoires de Yaqub al-Mansur lors de cette campagne renforcèrent le contrôle almohade sur l'ouest d'Al-Andalus et retardèrent l'avancée de la Reconquista chrétienne pendant plusieurs décennies.